# Mike O’Callaghan
Donal Neil „Mike“ O’Callaghan (* 10. September 1929 in La Crosse, La Crosse County, Wisconsin; † 5. März 2004 in  Las Vegas, Clark County, Nevada) war ein US-amerikanischer Politiker der Demokratischen Partei und von 1971 bis 1979 Gouverneur des Bundesstaats Nevada.
O’Callaghan trat mit 16 Jahren unter Vorspiegelung eines höheren Alters dem United States Marine Corps bei, in dem er bis 1948 diente. 1950 trat er in die Air Force ein und diente auf den Aleuten. 1952 ließ er sich zur Army versetzen, um an Kampfhandlungen teilzunehmen. Während einer Schlacht im Koreakrieg verlor er durch einen Mörser-Treffer einen Teil seinen linken Beins. Er wurde mit dem Silver Star sowie dem Bronze Star ausgezeichnet. Nach seiner Rückkehr in die Vereinigten Staaten wurde er Lehrer an einer High School und Boxtrainer. An der Basic High School in Henderson, Nevada, war O’Callaghan der Geschichtslehrer des derzeitigen Senators von Nevada, Harry Reid, den er später auch politisch unterstützte.
O’Callaghans politische Karriere begann 1963, als ihn der damalige Gouverneur von Nevada, Grant Sawyer, zum Leiter des neu gegründeten Department of Human Resources ernannte. 1964 ernannte ihn US-Präsident Lyndon B. Johnson zum Regionaldirektor des Office of Emergency Preparedness. 1966 nahm O’Callaghan als Kandidat an den Vorwahlen der Demokratischen Partei für den Posten des Vizegouverneurs teil, unterlag jedoch. 1970 wurde er von seiner Partei als Kandidat für die Gouverneurswahlen nominiert und erzielte einen überraschenden Wahlsieg gegen seinen republikanischen Gegner, Vizegouverneur Edward Fike. 1974 wurde O’Callaghan mit einem Vorsprung gegenüber seinem Herausforderer wiedergewählt, der als der größte in der Geschichte der Gouverneurswahlen Nevadas gilt.
Trotz großer Popularität trat O’Callaghan nicht mehr für eine dritte Amtszeit an. Er wurde vielmehr Chefredakteur der Las Vegas Sun, eine Position, die er bis zu seinem Tod innehatte. Er war außerdem Herausgeber der Henderson Home News und der Boulder City News. In den 1990er Jahren war O’Callaghan Wahlbeobachter in Nicaragua und im nördlichen Irak. Er galt als starker Unterstützer Israels.
Am 5. März 2004 starb Mike O’Callaghan an einem Herzinfarkt, nachdem er während einer Morgenmesse in Las Vegas zusammengebrochen war.
Eine im Rahmen einer Highway-Umfahrung des Hoover Dam im Oktober 2010 fertiggestellte Brücke über den Colorado zwischen Nevada und Arizona trägt den Namen Mike O’Callaghan-Pat Tillman Memorial Bridge.